# منابه
منابه (Menabe) یکی از ۲۲ منطقه کشور ماداگاسکار است.

## ناحیه ها
منطقه منابه از ۵ ناحیه تشکیل شده است:
- بلونئی تسیریبیهینا (Belon'i Tsiribihina)
- ماهابو (Mahabo)
- مانجا (Manja)
- میاندریوازو (Miandrivazo)
- مورونداوا (Morondava)